# 白斑猫跳蛛
白斑猫跳蛛（学名：Carrhotus viduus）为跳蛛科猫跳蛛属的动物。分布于印度、斯里兰卡、缅甸、爪哇、马来西亚以及中国大陆的湖南、福建、广东、海南、广西等地。